# De Prijs der Nederlandse Letteren
Prijs der Nederlandse Letteren (Nizozemska književna nagrada) je najvažnija književna nagrada na području Belgije i Nizozemske. Dodjeluje se svake tri godine posredstvom Nizozemske jezične unije (Nederlandse taalunie) koju u donošenju odluke savjetuje nezavisni žiri. Dodjela nagrade se izmjenično vrši u Belgiji i Nizozemskoj, gdje ju tada dodjeljuje kralj ili kraljica.

### Dobitnici
Nagrada se dodjeluje od 1956. godine i osvojili su je:
- 1956.: Herman Teirlinck
- 1959.: Adriaan Roland Holst
- 1962.: Stijn Streuvels
- 1965.: J.C. Bloem
- 1968.: Gerard Walschap
- 1971.: Simon Vestdijk
- 1974.: Marnix Gijsen
- 1977.: Willem Frederik Hermans
- 1980.: Maurice Gilliams
- 1983.: Lucebert
- 1986.: Hugo Claus
- 1989.: Gerrit Kouwenaar
- 1992.: Christine D'haen
- 1995.: Harry Mulisch
- 1998.: Paul de Wispelaere
- 2001.: Gerard Reve
- 2004.: Hella S. Haasse
- 2007.: Jeroen Brouwers (odbio)
- 2009.: Cees Nooteboom